# 小行星21359
小行星21359（21359 Geng）是一颗绕太阳运转的小行星，为主小行星带小行星。该小行星于1997年4月6日发现。

## 轨道参数
小行星21359的轨道半长轴为2.9385499 UA，离心率为0.022。